# Recifes coralinos de águas frias

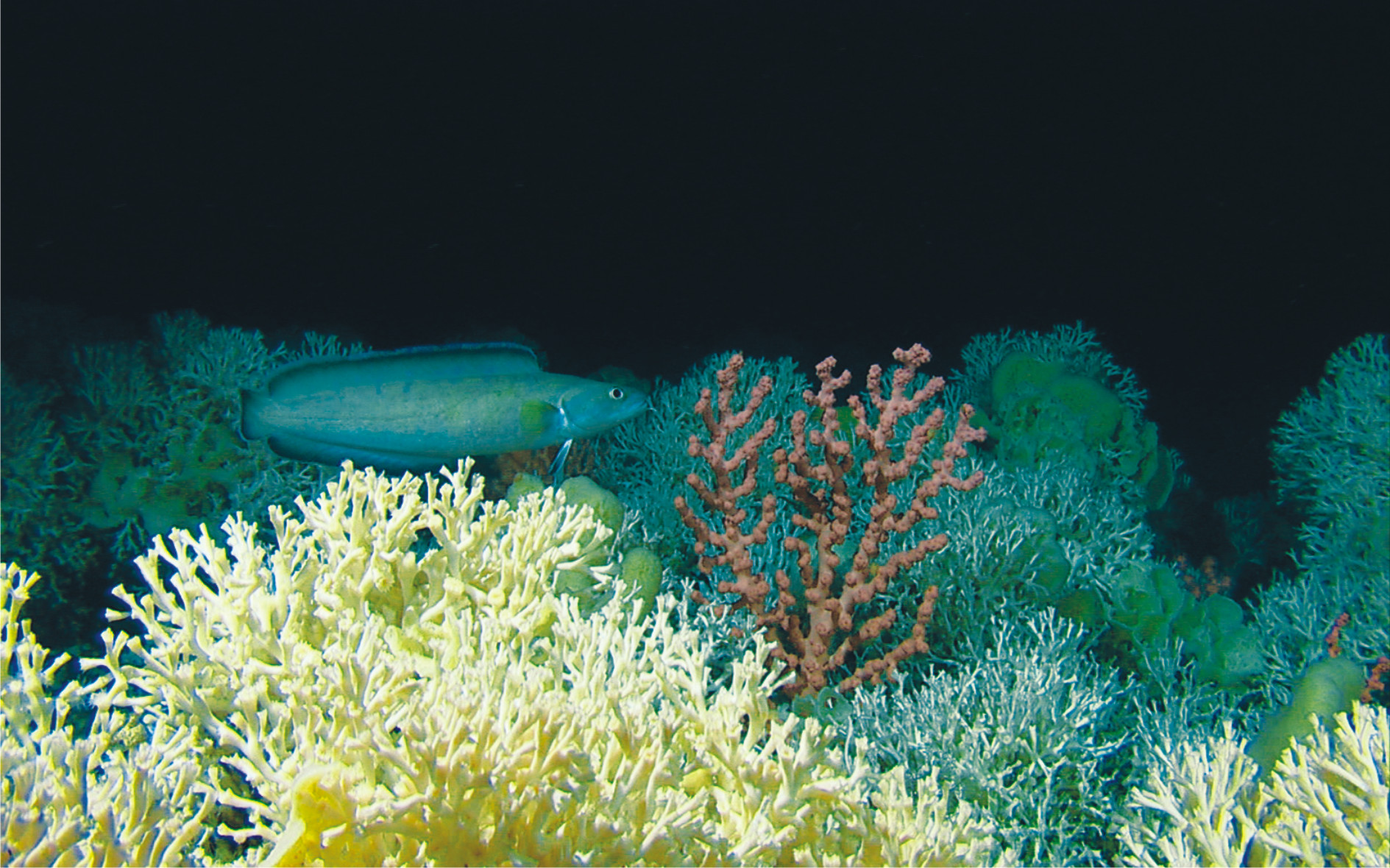
Recife do coral Lophelia pertusa

Os recifes coralinos de águas frias, recifes coralinos de águas profundas ou corais de águas profundas são colónias de corais que se desenvolvem na zona afótica dos oceanos profundos.[carece de fontes?]
Há três tipos de corais de águas profundas: corais duros da Ordem Scleractinia, corais pretos da Ordem Antipatharia e corais moles da subclasse Octocorallia.

## Conservação
Um recife de coral de águas profundas estende-se por uma área de pelo menos 34 000 km² ao largo da Costa Oriental dos Estados Unidos, desde a Carolina do Norte até à Flórida. A sua extensão, diversidade e grau de preservação motivaram cientistas e ambientalistas a propor a sua protecção.